# Stephenville (Terranova y Labrador)
Stephenville es un pueblo canadiense situado en la provincia de Terranova y Labrador.

## Superficie
Stephenville tiene una superficie de 35,27 km².

## Demografía
En 2021, tenía 6540 habitantes, una densidad poblacional de 185,4 hab./km², y 3412 viviendas.